# اچ‌ام‌ای‌اس پایونیر
اچ‌ام‌ای‌اس پایونیر (به انگلیسی: HMAS Pioneer) یک کشتی بود که طول آن ۳۱۳ فوت ۳ اینچ (۹۵٫۴۸ متر) بود. این کشتی در سال ۱۸۹۹ ساخته شد.